# گرومنگک (استان لهستان کوچک‌تر)
گرومنگک (به لهستانی:  Gromnik) یک روستا در لهستان است که در گمینا گرومنگک واقع شده‌است.
 گرومنگک  ۳٬۲۸۵ نفر جمعیت دارد.